# Xã Washington, Quận Berks, Pennsylvania
Xã Washington (tiếng Anh: Washington Township) là một xã thuộc quận Berks, tiểu bang Pennsylvania, Hoa Kỳ. Năm 2010, dân số của xã này là 3.810 người.